# Océane Zhu
Océane Zhu Xuan, (4 de abril de 1987) es una actriz china radicada en Hong Kong. 

## Vida
En 2001, se graduó de la Cours Florent, una escuela de drama francesa privada.  

## Carrera
En 2008, Zhu representado a París participó en Miss Chinese International Pageant y consiguió el primer lugar en el concurso. En el mismo año, ganó la identidad residencial Hong Kong y comenzó a practicar cantonés. En 2010, fue nominada para Hong Kong Film Awards por Mejor Nuevo Artista y Premio al Cine Asiático por Mejor Nuevo Artista.

## Filmografía

### Películas
| Año  | Título          | Personaje | Notas              |
| ---- | --------------- | --------- | ------------------ |
| 2018 | The Bittersweet | -         | junto a Lee Tae-ri |